# Хушанг Гольширі
Хуша́нг Гольши́рі (перс. هوشنگ گلشیری; *16 березня 1938, Ісфаган, Іран — 5 червня 2000, Тегеран, Іран) — іранський письменник, критик, редактор і громадський діяч. Він був одним із перших іранських письменників, які використовували сучасні літературні методи, і визнаний одним із найвпливовіших авторів перської прози ХХ століття.

## З життєпису

### Молоді роки
Гольширі народився в Ісфагані в 1938 році. а виріс в Абадані. Походив із багатодітної родини зі скромними статками і невибагливими життєвими умовами. 
К період 1955-1974 років проживав у Ісфагані, де отримав ступінь бакалавра з перської мови в Ісфаганському університеті та викладав у початковій та середній школах у місті і по околицях.

### Письменницька кар'єра
Гольширі ввійшов у перську художню літературу наприкінці 1950-х років. Його публікації оповідань у Payam-e Novin та інших на початку 1960-х років, його заснування Jong-e Isfahan (1965/73), головного нестоличного літературного часопису того часу, і його участь у зусиллях послаблення офіційної цензури художньої літератури заслужили йому репутацію в літературних колах.
Перша збірка оповідань Гольширі — «Як завжди» (1968). Вже перший його роман «Принц Ехтеджаб» (1968/69) приніс йому славу: це історія аристократичного занепаду, що чітко описує невідповідність монархії для Ірану. Невдовзі після зйомок популярного художнього фільму за мотивами роману влада Пехлеві заарештувала Голширі та ув'язнила його майже на півроку.
У 1971 році вийшов автобіографічний і менш успішний роман під назвою «Крістін і Кід», за яким пішла збірка оповідань під назвою «Моя маленька молитовна кімната» 1975 року та роман під назвою «Загублене ягня Раї» 1977 року.
У 1978 році Гольширі подорожував до США. Повернувшись до Ірану на початку 1979 року, Гольширі одружився з Фарзане Тагері (Farzaneh Taheri), якій він завдячує редагування своїх подальших творів, та взяв активну участь у відновленій Спілки письменників Ірану; також редагував журнали, літературну критику та писав оповідання. 
У 1980-х роках він опублікував романи «П'ятий невинний» (1980), «Антикварна кімната» (1983), «Історія про рибака та демона» (1984), «П'ять скарбів» (1989), які були видані у Стокгольмі під час візиту до Європи 1989 року. 
У 1990 році під псевдонімом Гольширі опублікував у перекладі повість під назвою «Король заклятого», звинувачення проти іранської монархії, перської літератури, партії Туде та Ісламської Республіки. 
Взимку 1998 року він опублікував романи «Книга джинів» і «Боротьба образу з художником», а восени 1999 року випустив збірку статей «Сад у саду».
У 1999 році Гольширі був нагороджений премією миру імені Еріха-Марії Ремарка за боротьбу за розвиток демократії та прав людини в Ірані.

### Міжнародні промови та читання
У 1989 році, під час своєї першої поїздки за кордон після революції, Гольширі проїхався Нідерландами, різними містами Великої Британії та Швеції, щоб виступити з промовами та взяти участь у читаннях. У 1990 році він відвідав Будинок світових культур у Берліні, Німеччина. Під час цієї поїздки він виступав і читав свої твори у різних містах Німеччини, Швеції, Данії та Франції. Навесні через 2 роки він виїхав до Німеччини, США, Швеції та Бельгії. У 1993 році знову відвідав Німеччину, Нідерланди та Бельгію.

### Смерть

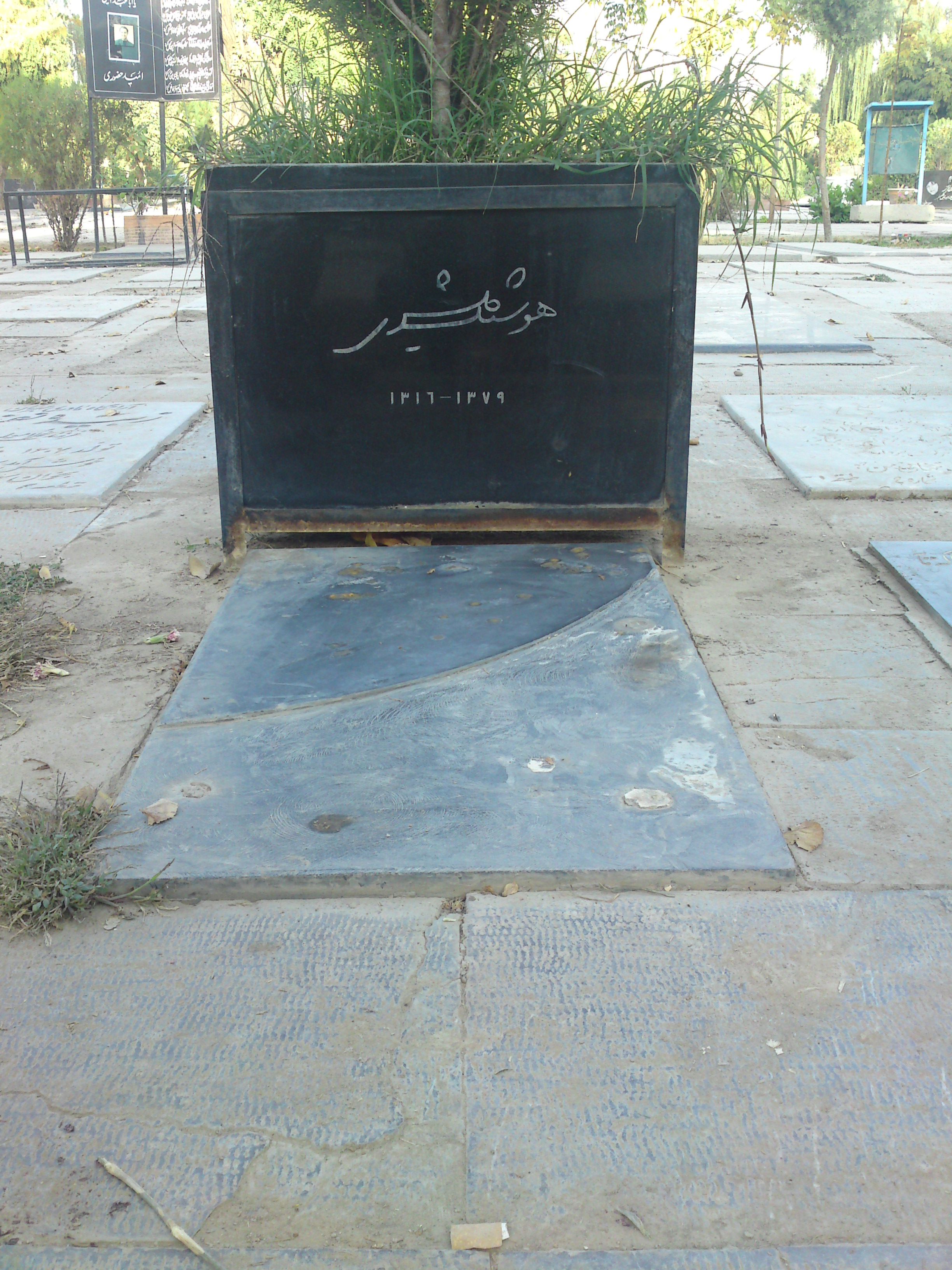
Могила Хушанга Голширі

Хушанг Гольширі помер у лікарні Iran Mehr у Тегерані 5 червня 2000 року у 62-річному віці від менінгіту.

## Фонд Голшірі
Після його смерті був заснований культурний фонд. Він присуджує престижну літературну премію Хушанга Гольширі.

## Вибрана бібліографія
- Книга джинів (Jen Nameh)
- Боротьба образу з художником (Jedal-e Naghsh ba Naghash)
- Сад у саду (Bagh dar Bagh)
- Історія про рибака та демона (Hadis-e Mahigir va Div)
- П'ятий невинний (Massoum-e Panjom)
- П'ять скарбів (Panj Ganj)
- Крістін і Кід (Keristin va Kid)
- Загублене ягня Раї (книга 1): Поховання живих (Barreh-ye Gomshodeh-ye ra'i: (jeld-e Avval) tadfin-e Zendegan )
- Моя маленька молитовна кімната (Namazkhaneh-ye kuchek-e man)
- Як завжди (Mesl-e hamisheh)
- Принц Ехтеджаб (Shazdeh ehtejab)
- Антикварна кімната (Jobbeh'khaneh)

## Адаптації
- Роман «Принц Ехтеджаб» (Shazdeh Ehtejab) був екранізований у однойменному фільмі Бахманом Фарманарою, 1974 рік.
- Оповідання «Перший невинний» (Masoome Aval) було адаптовано як кінострічку «Високі тіні вітру» (Sayehaye Bolande Bad) Бахмана Фарманари, 1978
- У 2013 році Алі Заре Ганат Нові випустив мультфільм «Крихка батькова лялька»[11], яка розповідає історію політв'язня, який має дитину. Сім'я засмучена арештом батька, але дівчинка мріє вбити чоловіка, який його заарештував. Сценарій був узятий з однойменного оповідання Хушанга Гольширі. Він став найкращою анімацією на ветеранському фестивалі в Австралії.[12]